# 齊爾馬湖

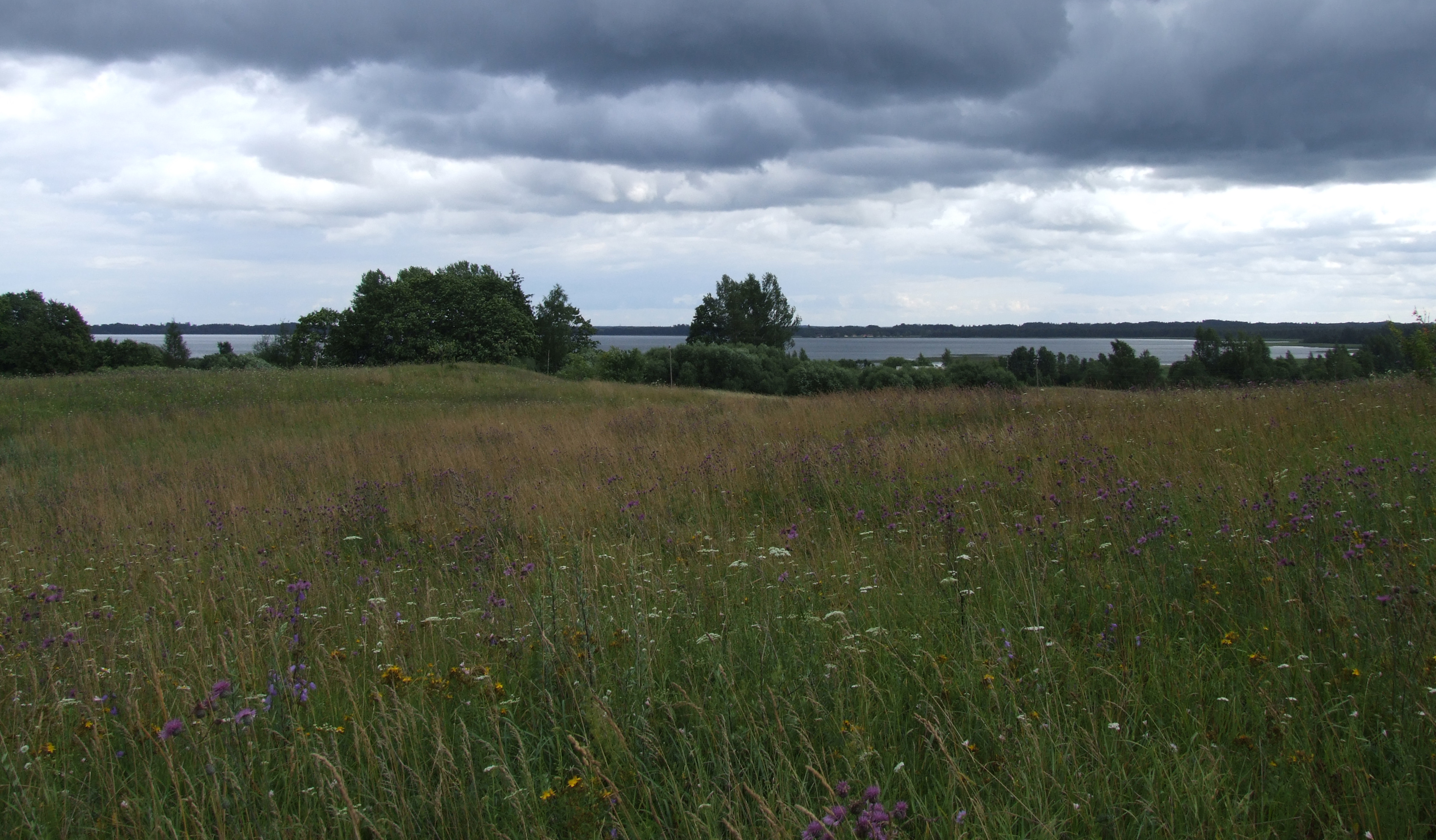
齊爾馬湖

齊爾馬湖（拉脫維亞語：Cirma ezers）是拉脫維亞的湖泊，屬於韋利卡亞河的流域，位於該國東部，面積12.61平方公里，海拔高度8.5米，平均水深3.0米，最大水深8.5米，是12種魚類的棲息地。